# Рис, Владимир Фёдорович
Владимир Фёдорович Рис (28.09.1907, Степное − 10.05.1991, Санкт-Петербург) — советский учёный, специалист в области компрессоростроения, лауреат Ленинской и Сталинской премий.

## Биография

### Детство
Родился 28 сентября 1907 г. в селе Степное в Саратовском Заволжье в семье поволжских немцев, переселившихся в Россию во времена Екатерины II. Его отец возглавлял почтово-телеграфное отделение в селе Поповка, вблизи г. Покровский (после Октябрьской революции — г. Энгельс).

### Образование
По путевке, как представитель национального меньшинства поволжских немцев поступил на учёбу в Ленинградский политехнический институт им. М. И. Калинина, где был замечен организатором первой в СССР кафедры компрессорных машин — учёным в области термогазодинамики, турбомашиностроения Константином Ивановичем Страховичем.
После окончания Ленинградского политехнического института он продолжил в нём заниматься научной и преподавательской работой где читал курс лекций по прочности турбомашин.

### Трудовая деятельность
После окончания Ленинградского политехнического института с 1931 г. работал на Ленинградском металлическом заводе (ЛМЗ).
В 1933 г. был переведён на Невский машиностроительный завод им. В. И. Ленина для организации проектирования и производства первых в стране центробежных компрессоров, одновременно продолжал преподавать в Ленинградском политехническом институте. Создание и развитие отечественной базы центробежного компрессоростроения было осуществлено без иностранной технической помощи. При его непосредственном участии были созданы первые отечественные нагнетатели, а первая крупная доменная воздуходувка производительностью 3000 м3/мин, изготовленная уже в 1933 г., имела более высокий КПД, меньшие габариты и массу, чем незадолго до этого появившиеся аналогичные машины импортного производства.
В 1937 г. защитил кандидатскую диссертацию и получил учёную степень кандидата технических наук, а затем ему было присвоено учёное звание доцента в Ленинградском политехническом институте.
В конце 1938 г. он опубликовал свою важнейшую научную работу, посвящённую моделированию проточных частей центробежных компрессоров. Именно эта работа явилась основой для всего дальнейшего подхода его как главного конструктора центробежных компрессорных машин к проектированию новых машин, обычно не нуждающихся в доводке проточных частей до гарантийных параметров.
Всего до 1941 г. при его участии было создано 18 типов центробежных компрессорных машин для предприятий чёрной и цветной металлургии, горнообогатительной, химической промышленности.

### Военное время
Как у ведущего специалиста Невского завода у него была «броня», то есть освобождение от призыва на фронт, тем не менее общее указание изолировать всех немцев не миновала и его. В начале Великой Отечественной войны был интернирован по причине своего немецкого происхождения в г. Кыштым (под Свердловском).

21 марта 1942 года по приказу Свердловского ГВК без объяснений отправлен в исправительно-трудовой лагерь НКВД (в составе немецкого спецотряда Тагиллага). Как вспоминал об этом сам В. Ф. Рис: 
Я трудился в полную силу до марта сорок второго года, когда получил повестку, предписывавшую явиться с вещами в военкомат, а далее на пересыльный пункт, где собирались все, вызванные повестками. Я ни о чём не подозревал, полагая, что меня призывают в армию. Собрал вещички и пришёл по указанному адресу. Через несколько дней после этого нас посадили в поезд типа электрички, в хороший вагон, и повезли. С нами ехал всего один сопровождающий, то есть внешне всё выглядело нормально. Ехали часа два, приехали в Нижний Тагил. Там нас высадили, на грузовике привезли в зону и сказали: «Теперь вы будете жить здесь». Статьи-то никакой не было, по которой нас привезли сюда. Просто изоляция. Немцы. Для такого разговора трудно было найти слова, тут больше полагались на наш ум, что мы сами всё поймём.
Компания ему подобралась интересная, все редкие интеллектуалы, личности — Раушенбах Борис Викторович, Бадер Отто Николаевич, Армин Генрихович Стромберг, Пауль Эмильевич Рикерт, Реймген Александр Георгиевич, Карл Германович Фридрихсен. Они были молодыми, выносливыми, конечно, резко выделялись на фоне тем, что в свободное время не валялись на нарах, а собирались в кружок, читали друг другу лекции и просвещали друг друга.

Армин Генрихович Стромберг в письме жене № 32 от 29 сентября 1942 года описал празднование дня рождения В. Ф. Риса в ГУЛАГе: 
«Вчера, 29 сентября 1942 года, целый день шел дождь. Вдруг вечером около 19 часов Рис объявляет, что 28 сентября день его рождения — 35 лет. Он у нас самый старший в комнате, я третий по старшинству. Второй Фридрихсен, где-то между 1907—1910 годами, и четвертый, Борис Викторович Раушенбах, 1915 года рождения. Раушенбах очень обрадовался этому и заявил, что бросает все дела и берётся за хозяйство. Они с Рисом достают продукты и хозяйничают на пару. Я попросился присоединиться, и работа закипела. Я дал в общий котел полвилка капусты, репу, свеклу, лук, картошку и взялся организовать борщ. Раушенбах взялся за изготовление оладий. В 20 часов я отправился на смену. По дороге из столовой в погрузбюро поскользнулся и шлепнулся в самом грязном месте. Однако даже это не испортило моего хорошего настроения. В погрузбюро выписал паспорта на вагоны с кирпичом, убедился, что всё спокойно, и отправился на часок „домой“. Злоупотреблял я этим редко. За это наказывали карцером.
Повозился немного по хозяйству и завалился на полчасика вздремнуть. Проснулся уже в первом часу ночи. Рис и Раушенбах все еще копошились около уютно топящейся плиты, на которой доваривался борщ и шипели оладьи. Постелили на стол „скатерть“ — большой лист ширмовой бумаги (техническая бумага, большие рулоны использовались для перекрывания камер в печи Бюрера) и сели за праздничную закуску. В подарок Рису я подарил три большие луковицы. В заключение написали коллективную открытку жене Риса. Раушенбах в этой открытке нарисовал себя в виде хозяйки дома, которая угощает многочисленных гостей. Во время закуски стали вспоминать, каким образом, где и в какой обстановке праздновалось рождение каждого из нас в прошлом году.

Но вот кончились счастливые минуты. Я счистил засохшую грязь, которая обильно забилась в рукав пиджака и пальто. Распрощался церемонно с „хозяином и хозяйкой“ и отправился на смену. Причем поспел как раз вовремя, к ночной баланде. Встретился на Гофманской печи с главным инженером. Затем на печи Бюрера мы с Сашей Лир замерили температуру и испекли картошку, которую я предупредительно прихватил из дома. И в заключение тут же на печи сел писать тебе письмо. Сейчас уже рассветает, на печь пришла новая смена жигарей. Значит времени семь часов утра (конец смены).»
Выпустили его, конечно, не просто так. Коллектив, с которым он работал на Невском заводе, оказался очень хорошим, смелым, дружным. Они поручились за его преданность своей стране, всячески за него хлопотали. Из лагеря ему помогла освободиться начальник Главэнерго Минчермета 12 июня 1943 г. в связи с «необходимостью для страны». После чего он занимался пуском и наладкой центробежных машин на Урале — ездил по уральским металлургическим заводам и занимался монтажом, наладкой и пуском в эксплуатацию эвакуированного компрессорного оборудования. Жил он в служебных кабинетах главных энергетиков заводов. Эта работа позволила ему получить очень большой практический опыт, пригодившийся в последующие годы.
В 1944 г. он вернулся в Ленинград на Невский завод.

Как он сам позже говорил:
Это была именно изоляция, а не арест. Нам, немцам, не совсем доверяли, боялись провокаций, и это оправдано в условиях войны. Сталин был психологом, и всё учитывал чтобы не искушать душу и мудро поступил, что всех немцев, призвав в Красную Армию, направил не на военный фронт, а на трудовой. Тут во главу угла была поставлена этика. Зато нас уберегли от смерти, используя на трудовых фронтах. Я рад, что всё равно послужил своей Родине для достижения Великой Победы.

### Продолжение трудовой деятельности
Сталинская премия 1949 года — за создание отечественных конструкций мощных турбомашин для чёрной металлургии.
Лаборатория газодинамики центробежных компрессорных машин была организована им в 1950 г. Тогда же он явился инициатором создания лаборатории прочности, в которой Г. А. Раер освоил тензометрирование вращающихся рабочих колёс.
Орден Трудового Красного Знамени 1957 года — за заслуги в развитии отечественного компрессоростроения.
До конца 1960-х гг. занимал должность главного конструктора по компрессоростроению на Невском заводе. Под его руководством создано более 300 различных типов машин для различных отраслей промышленности в СССР и за рубежом: чёрной и цветной металлургии, газовой, химической, нефтехимической.
В 1964 г. он успешно защитил диссертацию на соискание ученой степени доктора технических наук, ему было сразу присвоено учёное звание профессора. Много лет он был членом диссертационных советов по присуждению учёных степеней в Ленинградском политехническом институте и в Ленинградском технологическом институте холодильной промышленности. Многократно выступал в качестве оппонента на защитах диссертаций, при этом всегда был доброжелателен и объективен.
Ленинская премия 1965 года — за создание и внедрение в народное хозяйство газотурбинного агрегата ГТ-700-5 с нагнетателем 280-12.
В сентябре 1973 г. его семью постигло огромное горе, при проведении гидравлических испытаний литого чугунного корпуса цилиндра низкого давления нового компрессора типа К1290-121-1 в механосборочном цехе Невского завода трагически погибла его супруга Надежда Дмитриевна Романова — руководитель конструкторской группы. Под давлением воды задняя крышка компрессора разлетелась на куски и один из них попал женщине в голову. Причина несчастья — форсмажорные обстоятельства, к такому выводу пришло следствие.

### Отстранение от руководства компрессоростроением
Изготовление новых типов центробежных компрессорных машин отличающихся малой серийностью экономически было не выгодно Невскому заводу. В 1974 г. руководство завода решило сократить выпуск новых типов машин, а этому объективно мешало присутствие высококвалифицированных специалистов. И тогда было инспирировано появление в газете «Ленинградская правда» статьи, содержащей резкую критику работы компрессорщиков Невского завода и лично его. После этого он был отстранен от руководства компрессоростроением и продолжил работу в качестве старшего научного сотрудника, а его ближайшие помощники были вынуждены покинуть завод.

### Научная деятельность
В связи с освободившимся временем он занялся обобщением своего опыта, подготовил существенно переработанное, очередное 3-е издание монографии «Центробежные компрессорные машины», написал ряд блестящих статей и научных отчетов, посвященных методике испытаний центробежных компрессоров и их расчету для работы на реальных газах.
С 1977 г. он осуществлял фактическое научное руководство лабораторией центробежных компрессорных машин НПО ЦКТИ имени И. И. Ползунова, где было изучено большое количество проточных частей, включающих также рабочие колеса с пространственными лопатками, которые на Невском заводе не изучались. Получаемые результаты немедленно использовались в новых проектах. После окончания испытаний модели в первой половине дня новые интересные и полезные результаты немедленно представлялись ему. Всегда можно было зайти к нему в кабинет и молча протянуть листок миллиметровки с новыми данными (обработка результатов измерений и построение газодинамических характеристик проводились сразу в ходе испытаний). Чем бы он не был занят, какое бы не шло совещание (а занят он был практически всегда) он знакомился с новыми данными, вызывал начальника конструкторского бюро или кого-нибудь из ведущих конструкторов (руководителей конструкторских групп) и давал указания об использовании в разрабатываемом проекте новых экспериментальных результатов. Проблемы их внедрения просто не возникало.

Любовь Борисовна Овсянникова побывав по приглашению на научном совещании Невского завода в 1980 г. вспоминала:
Он так досконально все знал, с такой легкостью и простотой, доходчивостью говорил о сложнейших вещах, что представлялся мне богом, богом интеллекта и мудрости. Была встреча с коллективом ведущих научных сотрудников, занимающихся турбинами, нечто вроде семинара, даже, скорее, коллоквиума. Собралось их человек двадцать. Мы сидели в небольшой комнате с ученической доской, словно это было в вузе, и выступающие докладывали без бумаг, чертя на доске то формулы, то графики. Это позволило почувствовать свой уровень, и я поняла что смогу спокойно говорить о своих задачах посвященных износу. Я впервые видела человека, производящего сложнейшие вычисления, по метровым формулам — без записей. Он все знал наизусть, потрясающе!
Основным критерием при оценке компрессора он считал экономичность. Машины спроектированные при его участии и под его руководством, даже с позиции сегодняшнего дня имеют достаточно высокий КПД. Он добивался этого применением рабочих колес повышенной реактивности (угол выхода лопаток рабочего колеса β2л<90°), лопаточных диффузоров, использования не высоких условных чисел Маха.
Как учёный он много сделал для уточнения картины движения потока, выяснения структуры и физической сущности потерь в проточной части центробежного компрессора, что определило направление дальнейших экспериментальных работ многих исследователей. Нельзя не отметить большой вклад в разработку методики газодинамических испытаний центробежных компрессоров с промежуточным охлаждением газа.

Анатолий Михайлович Ступницкий так его описывал в 1980 г.:
Это был не спортивный, но хорошо сложенный мужчина, высокий, худощавый, стройный и гибкий, с седыми волосами и удивительно энергичным и неугомонным интеллектом. В костюмах предпочитал коричневый и тёмно-синий цвета. По натуре это был настоящий интеллигент, пытливый, увлечённый исследованиями человек, доброжелательный и предупредительный к коллегам и ученикам, вообще ко всем, кто его окружал. Он сам блестящая умница.

### Болезнь и смерть
В 1991 г. возвращаясь зимой в Ленинград из командировки в Казань он простудился, началось воспаление лёгких, что было установлено медперсоналом с большим опозданием в апреле. Умер в 1991 году между 8 и 12 мая (некролог опубликован в «Ленинградской правде» 14 мая).
Раушенбах Борис Викторович свидетельствует в своих воспоминаниях «Постскриптум»
Примечательно, что, уже будучи нездоровым и зная о своем нездоровье, он сказал: «Не дай Бог, когда я умру, на моей надгробной плите напишут — „Вольдемар Фридрихович Рис“!». Он до последнего момента своей жизни хотел оставаться русским.
Любовь Борисовна Овсянникова в автобиографии «С историей на плечах» пишет:
Он до последнего момента своей жизни хотел оставаться русским, Владимиром Федоровичем…
Он был человеком чутким и отзывчивым на добрые дела, беззаветно любившим Россию и преданно ей служившим.

### Семья
Жена — Надежда Дмитриевна Романова.

## Награды и звания
- Сталинская премия 1949 года — за создание отечественных конструкций мощных турбомашин для чёрной металлургии.
- Орден Трудового Красного Знамени 1957 года — за заслуги в развитии отечественного компрессоростроения.
- Ленинская премия 1965 года — за создание и внедрение в народное хозяйство газотурбинного агрегата ГТ-700-5 с нагнетателем 280-12.

## Публикации
- Эксплуатация доменных воздуходувок [Текст] / Канд. техн. наук доц. В. Ф. Рис. — Свердловск ; Москва : Металлургиздат, 1948 (Свердловск : 5-я тип. треста «Полиграфкнига»). — 216 с. : черт.; 22 см.
- Центробежные компрессорные машины [Текст] / Канд. техн. наук В. Ф. Рис, лауреат Сталинской премии. — Москва ; Ленинград : Машгиз. [Ленингр. отд-ние], 1951. — 248 с. : ил.; 27 см.
- Компрессорные машины Невского завода имени Ленина для чёрной металлургии [Текст] / Канд. техн. наук В. Ф. Рис. — [Москва] : [б. и.], [1958]. — 17 с. : черт.; 26 см.
- Расчет дисков турбомашин [Текст] / В. Ф. Рис, канд. техн. наук. доц. — 2-е изд., перераб. — Москва ; Ленинград : Машгиз. [Ленингр. отд-ние], 1959. — 55 с., 18 отд. л. черт. : черт.; 23 см.
- Центробежные компрессорные машины [Текст]. — 2-е изд., перераб. — Москва ; Ленинград : Машиностроение. [Ленингр. отд-ние], 1964. — 335 с. : ил.; 25 см.
- Центробежные компрессорные машины / В. Ф. Рис. — 3-е изд., перераб. и доп. — Л. : Машиностроение : Ленингр. отд-ние, 1981. — 351 с. : ил.; 22 см; ISBN В пер.